# Ernst Hausleitner

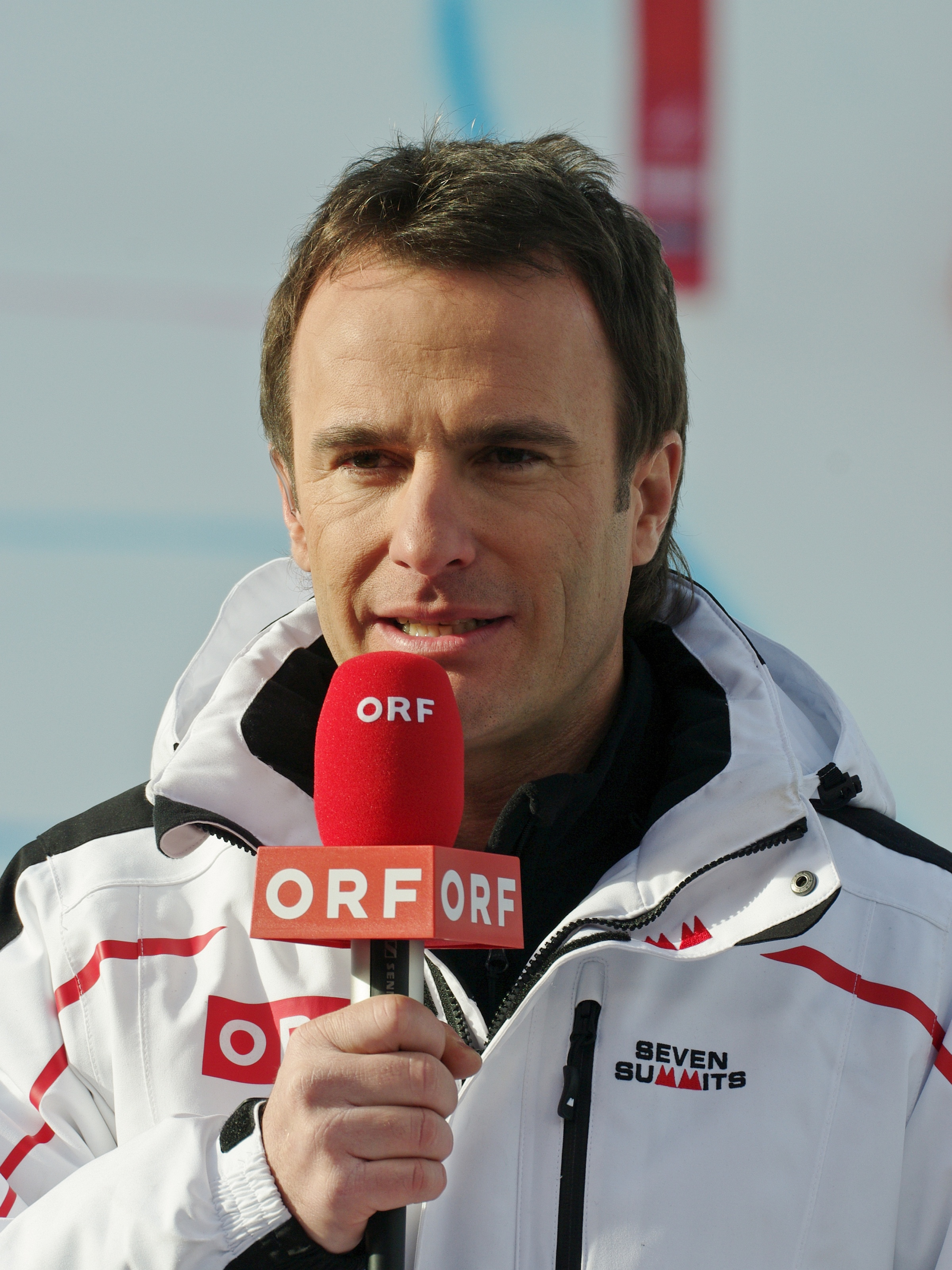
Ernst Hausleitner im Jänner 2011

Ernst Hausleitner (* 29. September 1968 in Grieskirchen) ist ein österreichischer Sportkommentator. Bekannt ist er vor allem als Formel-1-Kommentator für den ORF. Als Nachfolger von Heinz Prüller kommentiert und moderiert Hausleitner die Rennen seit der Saison 2009 mit seinem Co-Kommentator Alexander Wurz oder dessen Vertretungen Robert Lechner und Christian Klien.
Im Winter ist Hausleitner als Kommentator und Moderator der Skiübertragungen des ORF tätig. Er moderiert die Sendung „Sport am Sonntag“ und Übertragungen der Fußball-Bundesliga beim ORF. Hausleitner war bei fünf Olympischen Spielen, fünf Ski-Weltmeisterschaften, einer Fußball-WM und einer Fußball-EM für den ORF im Einsatz.

## Leben und Karriere
Hausleitner wurde 1968 im oberösterreichischen Grieskirchen geboren, wuchs in Linz auf und ging dort bis zur Matura (1988) zur Schule. Ein an der Universität Linz begonnenes BWL-Studium schloss Hausleitner wegen seiner ersten journalistischen Tätigkeit bei der Kronen Zeitung nicht ab. Den akademischen Abschluss holte er 2012 nach, als er neben seiner beruflichen Tätigkeit ein MBA-Studium mit der Erlangung des akademischen Grades Master of Business Administration beendete.

## Beruflicher Werdegang
Zwischen 1994 und 1995 arbeitete er für die Kronen Zeitung in Oberösterreich. Danach arbeitete er ein Jahr für die Oberösterreichischen Nachrichten. 1997 wechselte Hausleitner zum privaten Fernsehsender OÖ Vision, bei dem er das Sportressort leitete. Zwei Jahre später ging er zu Premiere, wo er bis 2000 auf Premiere World als Moderator und Reporter bei Übertragungen der Österreichischen Fußballbundesliga wirkte.
2000 trat er seinen Dienst beim ORF an. Zunächst wurde er Oberösterreich-Korrespondent für Ö3 und Sportreporter im Landesstudio Linz. Zwischen 2002 und 2004 war Hausleitner dann Sportredakteur bei Ö3, seit 2004 arbeitet er in der Sportredaktion des ORF, wo er hauptsächlich als Berichterstatter bei Formel-1- (seit 2009 Hauptkommentator), Ski-alpin- und Fußballveranstaltungen kommentiert.
Mit Beginn der Saison 2009 löste Hausleitner Heinz Prüller als Hauptkommentator der Formel-1-Rennen im ORF ab.
2014 wurde Ernst Hausleitner gemeinsam mit Co-Kommentator Alexander Wurz für die Übertragungen der Formel-1-Rennen im ORF mit dem Fernsehpreis Romy in der Kategorie Beliebteste/r Moderator/in – Information ausgezeichnet.

## Privates
Abseits der Fernsehkameras arbeitet Hausleitner als Moderator von diversen Sportveranstaltungen, Firmenpräsentationen, Mitarbeiterveranstaltungen und Messen. Als geprüfter Skilehrer ist Hausleitner leidenschaftlicher Skifahrer. Seine Freizeit verbringt Hausleitner auch mit Motocross, Radfahren, Bergwandern oder Segeln. Ernst Hausleitner heiratete im Juli 2017 die ehemalige Salzburger Eiskunstläuferin Nina Müller. Einen Monat später, am 26. August 2017, wurde das Paar Eltern eines Sohnes.
Er ist Fan des Linzer Traditionsfußballvereins LASK.